# Pilotes officiels Mitsubishi
Cette page répertorie tous les pilotes de toutes disciplines ayant évolué sur une Mitsubishi en course automobile.

## Rallye

### Équipes satellites

#### Mitsubishi Motors Motor Sports LTD
| Saison | Championnat | Équipe   | Voiture                  | Pilote            | 1      | 2       | 3       | 4   | 5       | 6   | 7     | 8   | 9   | 10  | 11  | 12  | 13  | 14  | 15  | 16  | Classement | Points |
| ------ | ----------- | -------- | ------------------------ | ----------------- | ------ | ------- | ------- | --- | ------- | --- | ----- | --- | --- | --- | --- | --- | --- | --- | --- | --- | ---------- | ------ |
| 2007   | WRC         | MMSP LTD | Mitsubishi Lancer WRC 05 | Toni Gardemeister | MON 7  | SUE 6   | NOR RET | MEX | POR EXC | ARG | ITA 6 | GRE | FIN | ALL | NZE | ESP | FRA | JAP | IRL | GBR |            |        |
| 2007   | WRC         | MMSP LTD | Mitsubishi Lancer WRC 05 | Xavi Pons         | MON 26 | SUE RET | NOR 16  | MEX | POR     | ARG | ITA   | GRE | FIN | ALL | NZE | ESP | FRA | JAP | IRL | GBR |            |        |
| 2007   | WRC         | MMSP LTD | Mitsubishi Lancer WRC 05 | Juho Hänninen     | MON    | SUE     | NOR 17  | MEX | POR     | ARG | ITA 8 | GRE | FIN | ALL | NZE | ESP | FRA | JAP | IRL | GBR |            |        |

## Sources
- The official website of the Intercontinental Rally Challenge
- EWRC-Results.com